# 聖荷西SAP中心
聖荷西SAP中心 ()，舊名聖荷西體育館、聖荷西康柏中心及聖荷西惠普展示館，是一座位於美國加利福尼亚州聖荷西的室內體育館。中心的主要使用者為國家冰球聯盟的聖荷西鯊魚隊，因此也被暱稱為「鯊魚池」（Shark Tank）。軟體公司SAP於2013年以每年335萬美元取得5年的冠名權。

## 歷史

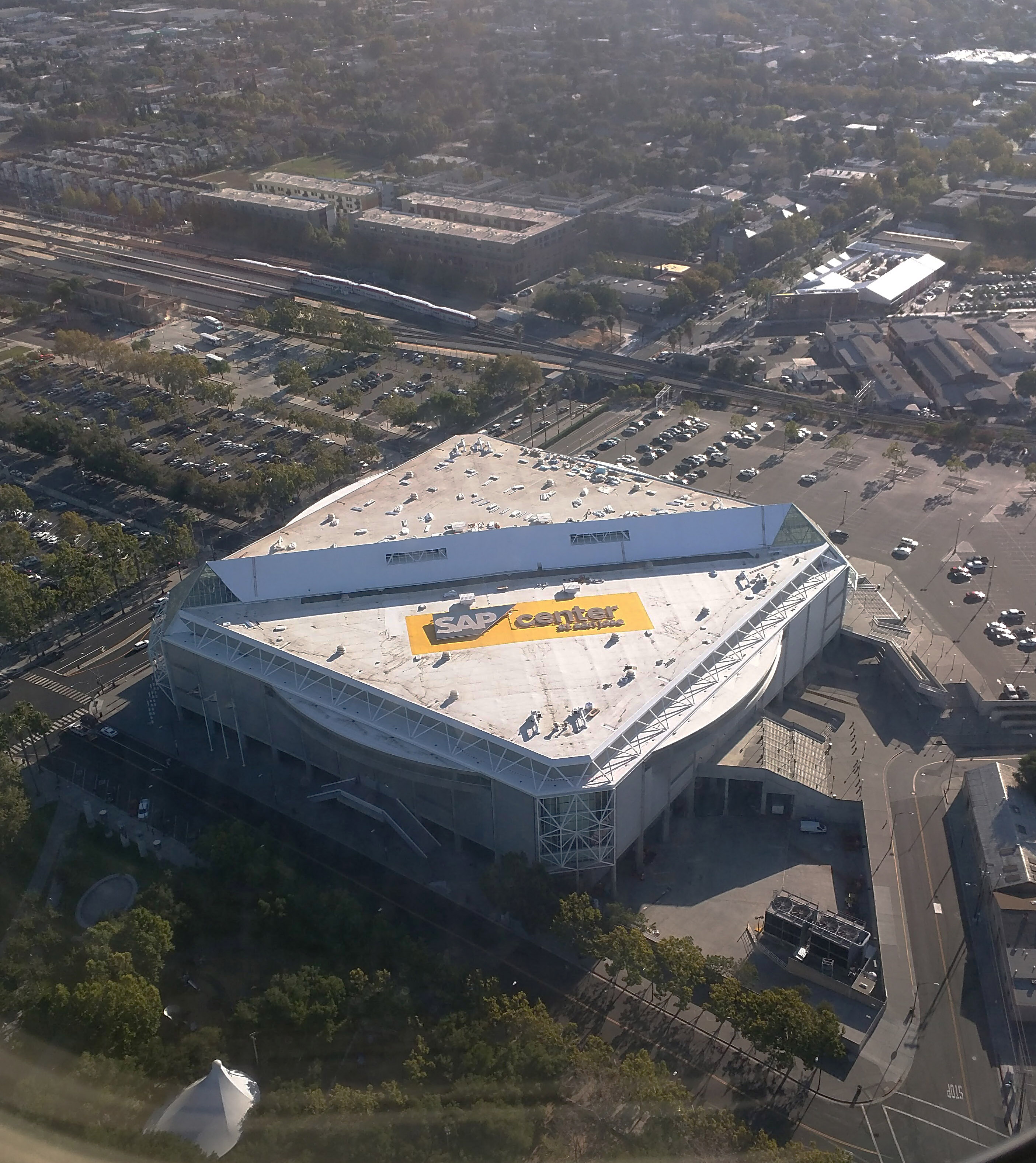
由往諾曼·峰田聖荷西國際機場降落班機拍攝的聖荷西SAP中心空照圖

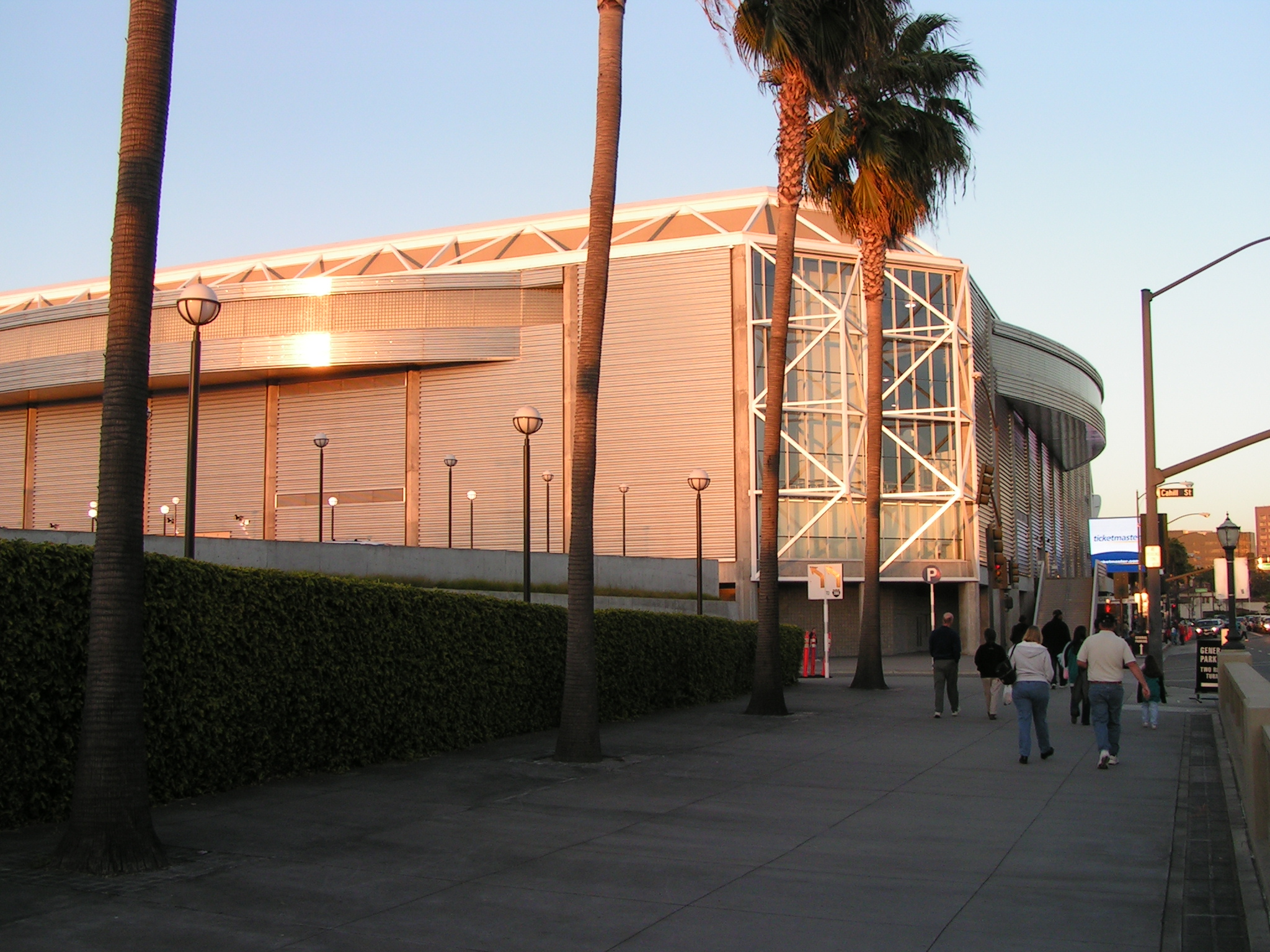
聖荷西SAP中心側面

興建一聖荷西體育館的計畫始於1980年代中期，一群市民成立了「Fund Arena Now (FAN，直譯撥款體育館現在，縮寫與球迷拼音相同)」團體。FAN拜訪了市政府官員及尋求可能的贊助者，也與NHL和NBA建立了夥伴關係。1980年代末期聖荷西市長Tom McEnery與FAN會面，一項由地方稅收撥款興建體育館的提案也於1988年6月7日付諸市民投票，提案以微小的差距得到通過 。
體育館於1991年動工，但工程因聖荷西鯊魚隊請求升級至符合NHL的標準而延遲，升級包括加入包廂和記者室、及增加觀眾容量。1993年以聖荷西體育館 (San Jose Arena) 的名稱完工。2001年體育館的冠名權賣給康柏電腦，改名為聖荷西康柏中心 (Compaq Center at San Jose)。在惠普收購康柏電腦後，體育館也改名為聖荷西惠普展示館 (HP Pavilion at San Jose)，與惠普的家用電腦系列惠普Pavilion同名。2007年4月惠普展示館宣布將進行多項建物升級，其中包括由達科電子製造的新中場懸吊LED顯示器，與裝置在波士頓棕熊主場TD花園的相似。
2013年6月，德國軟體公司SAP (鯊魚隊管理合夥人哈索·普拉特納(Hasso Plattner)是SAP創辦人之一，也是SAP的董事長) 以每年$335萬美元取得場地5年的冠名權。體育館在得到聖荷西市議會同意後改名為聖荷西SAP中心 (SAP Center at San Jose)。

## 備註
1. ↑   (PDF).   [2015-05-15]. （原始内容存档 (PDF)于2020-09-30）.
2. ↑  Pollak, David. . San Jose Mercury News. 2009-09-10  [2009-09-10]. （原始内容存档于2012-03-11）.
3. ↑  . San Jose Mercury News. 1990-06-17: 2C  [2011-09-14]. （原始内容存档于2019-08-10）.
4. ↑  1634–1699: McCusker, J. J.  (PDF). American Antiquarian Society. 1997. 1700–1799: McCusker, J. J.  (PDF). American Antiquarian Society. 1992. 1800–present: Federal Reserve Bank of Minneapolis. .   [2024-02-29].
5. 1 2  . HP Pavlion at San Jose.   [2013-02-22]. （原始内容存档于2012-07-02）.
6. ↑  . John A. Martin & Associates.   [2013-02-22]. （原始内容存档于2015-02-04）.
7. ↑  . M-E Engineers, Inc.   [2013-03-19]. （原始内容存档于2014年11月29日）.
8. ↑  (July 10, 2013)  （页面存档备份，存于） San Jose Sharks shark tank HP-pavilion Sap Center, USA Today
9. ↑  Purdy, Mark. . San Jose Mercury News. 2008-07-07: 1A  [2013-03-19]. （原始内容存档于2016-08-25）.
10. ↑  Cameron, Steve. . Taylor Publishing Co. 1994: 43, 51–52.
11. ↑  Cameron, Steve. . Taylor Publishing Co. 1994: 51–56.
12. ↑  . SportsBusiness Daily. 2009-04-17  [2009-04-17].
13. ↑  . Silicon Valley Business Journal. 2013-06-05  [2013-06-05]. （原始内容存档于2013-06-26）.